# Богословский, Сергей Михайлович
Сергей Михайлович Богословский (1870—1931) — русский и советский санитарный врач и статистик.

## Биография
Родился 18 января (31 января по новому стилю) 1870 года в Москве. Его брат — Михаил Богословский, известный русский историк.
Учился в одной из московских гимназий. В 1894 году окончил медицинский факультет Императорского Московского университета. В 1896—1898 годах работал врачом на Черноморском побережье Кавказа и был одним из немногих дипломированных врачей Черноморской губернии — от Новороссийска до Сухуми. Затем работал фабричным врачом в Богородском уезде Московской губернии и с 1900 года — санитарным врачом в этом же уезде. После этого работал в Московском губернском бюро санитарной статистики. За участие в «Кассе политического страхования», оказывавшей материальную помощь участникам революционного движения в России, подвергался тюремному заключению в 1906 году.
В годы Первой мировой войны участвовал в работе Московского губернского комитета Всероссийского земского союза помощи больным и раненым воинам. Был членом Всероссийского Общества русских врачей.
После Октябрьской революции С. М. Богословский вошел в состав санитарно-статистического бюро Московского отдела здравоохранения. Затем трудился в Центральном статистическом управлении и в бюро санитарной статистики Наркомздрава РСФСР.
Он получил известность как создатель отечественной статистики профессиональной заболеваемости. Проводил исследования показателей физического развития рабочих, особенно молодежи, разработал план организации санитарной статистики в СССР (1927). Совместно с П. И. Куркиным и П. А. Кувшинниковым создал единые правила и формы медико-статистической регистрации. Сергей Михайлович Богословский был одним из основателей Московского института гигиены труда и профзаболеваний им. В. А. Обуха (ныне Научно-исследовательский институт медицины труда имени академика Н. Ф. Измерова).
Умер 2 октября 1931 года в Москве. Похоронен на Новодевичьем кладбище (участок № 3).
В личных фондах Государственного архива Российской Федерации имеются документы, относящиеся к С. М. Богословскому.

## Труды
Главные печатные работы С. М. Богословского:
- «Заболеваемость рабочих Богородско-Глуховской и Истомкинской фабрик Богородского уезда за 1896—1900 гг.», М., 1906 г.;
- «Земский медицинский бюджет Московской губ. за 1883—1905 гг.», М., 1908 г.;
- «О методах статистического исследования профессиональной болезненности» (совместно с П. И. Куркиным), «Общественный Врач», 1911 г., № 6;
- «Система профессиональной классификации», М., 1911 г.;
- «Статистика профессиональной болезненности» (фабрично-заводские рабочие Московской губернии), М., 1923 г.;
- «Статистика профессиональной заболеваемости», ч. 1 и 2, М., 1926—27 гг.

Ему же принадлежит русский перевод капитального труда профессора К. Б. Лемана «Руководство общей и профессиональной гигиены», Москва—Ленинград, 1923 г.